# Хмонги
Хмонги або Мяо (самоназва — хмонг, H'Mông, МФА: m̥ɔ̃ŋ) — група народів в південному Китаї, північному В'єтнамі, Лаосі, Таїланді, М'янмі.
П'ята за чисельністю серед 56 офіційно визнаних національних меншин Китаю й одна з 54 офіційно визнаних національних меншин В'єтнаму.
Мяо (Miáo, кит.: 苗族) — популярна китайська назва хмонгів, використовується в російськомовній літературі; в'єтнамська назва мео (в'єт. Mèo); тайська แม้ว (Maew) або ม้ง (Mong).
За переважаючим кольором жіночого одягу відрізняють кілька етнорегіональних груп: білі (самоназв. хмонг дау; кит. бай мяо; в'є. мео Чанг), чорні (хмонг ду; хей мяо; мео ден), червоні (хмонг пе; хун мяо; мео до), сині (хмонг суа; цин мяо; мео сань), різнокольорові (хмонг льон; хуа мяо; мео хоа). Групи мяо розрізняють також за довжиною спідниць: в довгих, коротких спідницях тощо.

## Територія проживання і чисельність

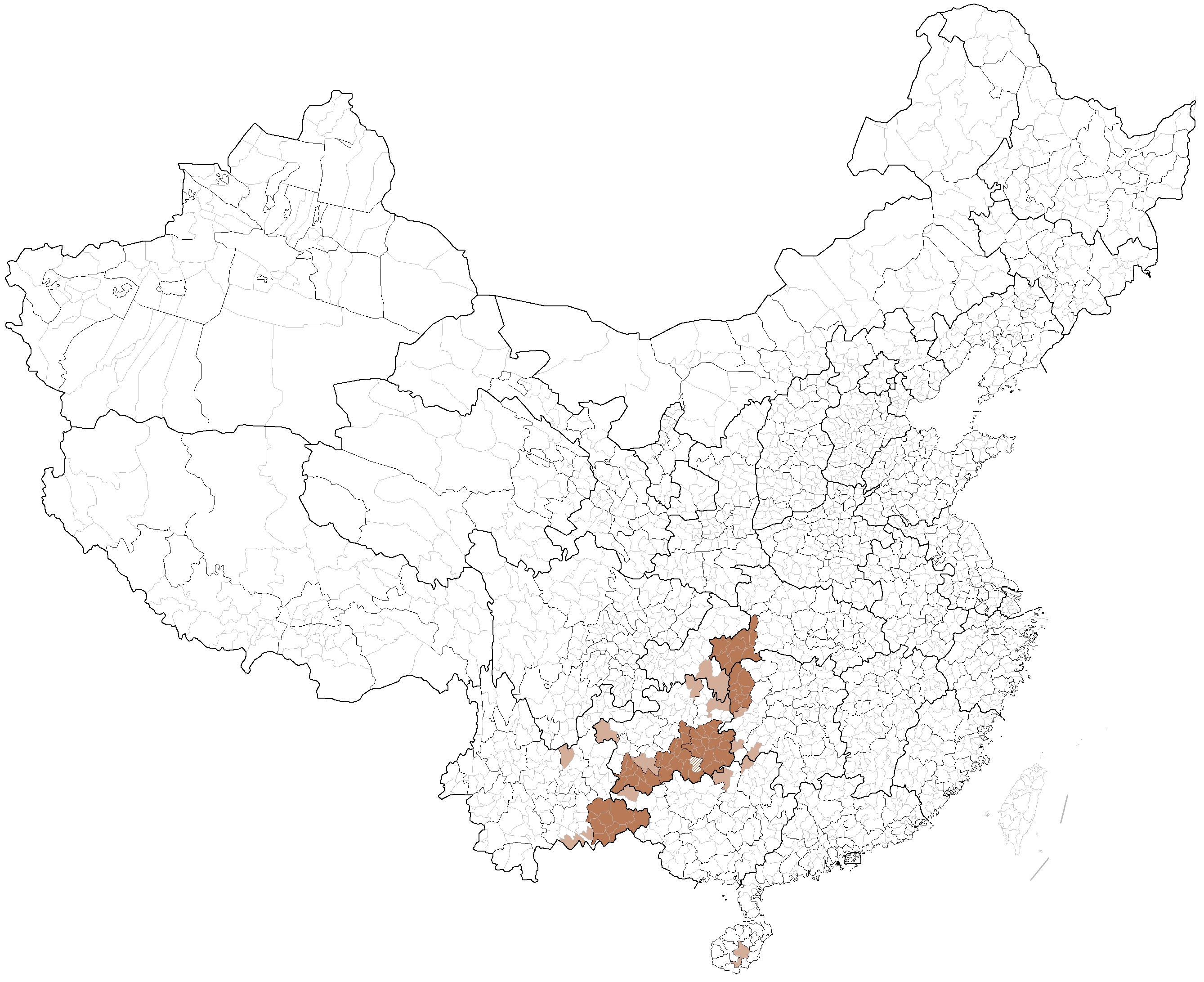
Визначені урядом КНР автономії хмонгів

Більшість хмонгів проживає в Китаї (7,65 млн осіб.), У В'єтнамі їх 550 тис., у Лаосі — 200 тис., у Таїланді — 120 тис. осіб (2000).
Районом компактного проживання в КНР є басейн річки Ціншуйцзян в південно-східній частині провінції Ґуйчжоу, зокрема повіти Кайлі, Цзяньхе, Хуанпін, Тайцзян, Лейшань, Даньчжай, Шибін, Чженьюань, Саньса тощо Гуансі-Чжуанського автономного району і Цзінань провінції Хунань.
Чимало представників народу є емігрантами на Заході. Зокрема, близько 200 тисяч хмонгів з Лаосу емігрували в США.

## Мова
Розмовляють мовами мяо, що належать сім'ї мяо-яо. Мови цієї сім'ї є взаємно незрозумілими, існує безліч діалектів.
Китайські мяо мають три діалекти, які поширені в південній частині провінції Хунань, східній частині провінції Гуйчжоу і в провінціях Сичуань, Юньнань і Гуансі.

## Культура
Однією традицій є давні пісні, які називаються гуге.
Релігія — анімізм.

## Відомі хмонги
- Лі Луе (1935—1969) — військовий льотчик, що брав участь у громадянській війні в Лаосі на боці урядових сил. Вважається абсолютним рекордсменом за кількістю бойових вильотів (понад 5000).